# Jabador

Le jabador est un ensemble composé de trois pièces : un pantalon, une tunique et un gilet.

Le jabador est une tenue traditionnelle marocaine inscrit à l'UNESCO portée principalement par les hommes lors de diverses occasions spéciales telles que les mariages, les fêtes religieuses, les cérémonies et autres événements formels. Ce vêtement symbolise l'élégance et le raffinement tout en offrant un confort optimal, adapté aux conditions climatiques du pays.

## Description
Le jabador se compose généralement de deux éléments principaux : une tunique longue et un pantalon assorti. La tunique est souvent ample, légère, et peut être ornée de broderies au niveau du col ou des manches. Elle est confectionnée dans des tissus naturels comme le coton, la laine, ou parfois la soie pour des occasions plus prestigieuses. Le pantalon, légèrement ajusté ou ample, complète l'ensemble et est conçu pour offrir confort et liberté de mouvement.
Le jabador est souvent porté avec des accessoires comme des babouches (chaussures traditionnelles marocaines), et peut être accompagné d'une djellaba (manteau à capuche) ou d'un kaftan, notamment lors des grandes occasions. En fonction de l'occasion, des ceintures ou des foulards peuvent aussi être ajoutés.

### Histoire et origine
Selon des écrits du XVIe siècle, le jabador était porté par l’élite de la société algerienne de l’époque – notables, marchands, ambassadeur.
Le jabador trouve ses racines dans les vêtements traditionnels du Maghreb, où l'on privilégie des vêtements amples et respirants, adaptés aux climats chauds. Le jabador s'inscrit dans la longue tradition des vêtements marocains tels que la jellaba et la gandoura .https://ich.unesco.org/fr/RL/le-costume-feminin-de-ceremonie-dans-le-grand-est-de-l-algerie-savoir-faire-associes-a-la-confection-et-a-la-parure-de-la-gandoura-et-de-la-melehfa-02139  Ce vêtement est devenu populaire dans l Algerie moderne, en particulier dans les grandes villes et parmi les générations plus jeunes.

### Matériaux et couleurs
Les matériaux utilisés pour confectionner le jabador varient, mais les tissus légers et respirants tels que le coton et la laine sont les plus courants. Pour des événements plus formels, des matériaux plus raffinés comme la soie, le velours ou des tissus brodés sont parfois employés. Les couleurs des jabadors varient, mais les tons neutres (beige, gris, blanc, bleu) sont les plus courants. Les versions plus sophistiquées peuvent inclure des motifs géométriques ou des couleurs plus vives.

### Occasions et utilisation
Le jabador est principalement porté lors de mariages, de fêtes religieuses telles que l'Aïd, et de diverses célébrations familiales ou événements culturels. Il est apprécié pour sa capacité à combiner confort et style, ce qui le rend idéal pour des occasions qui durent plusieurs heures. Le jabador est aussi souvent associé à des accessoires traditionnels comme les babouches ou parfois des bijoux et des écharpes.

### Évolution et modernisation
Bien que le jabador soit une tenue traditionnelle, il a évolué au fil du temps pour s'adapter aux tendances modernes. Les jeunes générations d algeriens  adaptent la coupe et le design du jabador tout en préservant son essence. Des versions contemporaines du jabador peuvent inclure des tissus modernes, des coupes plus ajustées, ou des motifs géométriques, tout en respectant l'élégance et le confort de la version traditionnelle.